# Fumariaceae
Fumariaceae is de botanische naam van een familie van tweezaadlobbige planten. Een familie onder deze naam wordt vrij regelmatig erkend door systemen voor plantentaxonomie. In het APG-systeem (1998) en het APG II-systeem (2003) is de familie optioneel: de planten kunnen ook ingevoegd worden in de familie Papaveraceae. Dit laatste is de keuze van de APWebsite en ook van de 23e druk van de Heukels. In eerdere drukken werd de familie wel erkend met als Nederlandstalige naam: duivenkervelfamilie.
De meeste soorten zijn geheel kale kruiden zonder melksap. In Nederland komen de volgende soorten voor:
- Rankende helmbloem (Ceratocapnos claviculata)
- Holwortel (Corydalis cava)
- Vingerhelmbloem (Corydalis solida)
- Rankende duivenkervel (Fumaria capreolata)
- Dichtbloemige duivenkervel (Fumaria densiflora)
- Middelste duivenkervel (Fumaria muralis)
- Gewone duivenkervel (Fumaria officinalis)
- Kleine duivenkervel (Fumaria parviflora)
- Roze duivenkervel (Fumaria vaillantii)
- Geelwitte helmbloem (Pseudofumaria alba)
- Gele helmbloem (Pseudofumaria lutea)

Zie ook de gekweekte soorten:
- Dicentra cucullaria
- Dicentra formosa
- Gebroken hartje (Dicentra spectabilis)

In het cronquist-systeem (1981) werd de familie wel erkend en geplaatst in een orde Papaverales.